# 蘇威
蘇 威（そ い、542年 - 623年）は、中国隋の政治家。字は無畏。本貫は武功郡。蘇綽の子。隋の文帝・煬帝の2代にわたり重臣として活躍した。

## 略歴
父の蘇綽は西魏の権臣宇文泰の腹心であったが、5歳の時に父が死去する。後に美陽県公（『周書』では「美陽伯」）の爵位を継承し、郡の功曹となる。北周の重臣宇文護は彼を礼遇し、娘の新興主を彼に娶せようとした。しかし蘇威は宇文護の専横を知っていたので、災いが自分の身に及ぶことを恐れ、山中に逃亡した。叔父に迫られやむなく婚姻を承諾したが、山寺にこもり読書に励むのみであったという。程なく使持節・車騎大将軍・儀同三司を授けられ、懐道県公に改封された。武帝が親政を始めると稍伯下大夫となり、宣帝の代には開府儀同・大将軍となった。
随国公楊堅（後の隋の文帝）が丞相となり北周の実権を握ると、蘇威は高熲によって楊堅に推挙された。だが楊堅が禅譲を目論んでいることを聞くと、蘇威は謀議に荷担することを嫌い、郷里に逐電した。高熲は彼を追いかけようとしたが、楊堅は蘇威の気持ちを汲み、しばらく捨て置くがいいと言って彼を許した。
581年、楊堅が即位して隋を建てると、太子少保となり、邳国公の爵位を授けられ、まもなく納言・戸部尚書を兼務した。蘇威は高熲とともに朝政を取り仕切り、文帝の信任も厚く、刑部尚書・御史大夫・吏部尚書などを歴任、隋の律令を制定するなど、法制度の整備に大きく貢献し、589年に尚書右僕射となった。
592年、国子博士の何妥が蘇威の息子の蘇夔と宮中の音楽の制度をめぐって議論したが、論者の多くは蘇威の威光をはばかり、蘇夔の意見に追従した。何妥は腹いせに蘇威が盧愷・薛道衡・王弘・李同和らと徒党を組み、人事を私物化していると上奏したため、蘇威は免官され、爵位を取り上げられた。しかしすぐに許されて元の爵位に戻され、官界に復帰した。601年に再び尚書右僕射となった。
煬帝が即位すると大将軍を加えられたが、607年、高熲・賀若弼・宇文㢸が誅殺されたのに連座して免官された。しばらくして許され、再び納言となり、宇文述・裴矩・裴蘊・虞世基らと朝政に参与し、人々から「五貴」と称された。
612年、煬帝が高句麗遠征（隋の高句麗遠征）の兵を起こすと、左武衛大将軍を兼務し、光禄大夫となり、爵位は寧陵侯・房公と進められた。蘇威は老齢を理由に致仕を願い出たが許されず、翌年、再び高句麗への遠征が行われると、右禦衛大将軍を兼ねた。度重なる労役や高句麗遠征の失敗により、楊玄感をはじめ各地で反乱が相次ぎ、天下が大いに乱れると、蘇威は幾度と煬帝を諫めたが、聞き入れられなかった。616年、裴蘊らの讒言を受けて投獄されるも許された。同年7月、煬帝が江都へ行幸するとそれに随行した。
618年、宇文化及が煬帝を殺すと、蘇威は光禄大夫・開府儀同三司に任じられた。宇文化及が敗れると、李密に仕えるが、李密が敗北すると、今度は王世充に帰順した。621年、王世充が李世民に滅ぼされると、唐に帰順して長安に戻り家で卒した。享年82。
蘇威は身を謹み、誠実であり、廉直で慎み深いことを讃えられた。朝廷で議論のあるごとに、他者が自分と異なる意見を出すのを憎み、些細なことでも必ず強く争った。613年以降各地で反乱が頻発したが、論功行賞の話題になると、蘇威はいつも煬帝の意向を伺い、話を止めさせた。各地から反乱を報告する使者が来ると蘇威は使者を叱り、過少報告させたために討伐軍を派遣してもたいてい勝てなかった。

## 伝記資料
- 『周書』巻23 列伝第15
- 『隋書』巻41 列伝第6
- 『北史』巻63 列伝第63